# Soul Hackers 2
Soul Hackers 2 (яп. ソウルハッカーズ2, кириліз.: Сору Хаккадзу Цю) — рольова відеогра 2022 року, розроблена компанією Atlus. В Японії її видавництвом стала Atlus, а по всьому світу — Sega для платформ PlayStation 4, PlayStation 5, Windows, Xbox One та Xbox Series X/S. Гра є п’ятим випуском у серії Devil Summoner, яка є частиною великої франшизи Megami Tensei, і є продовженням Devil Summoner: Soul Hackers (1997). Ігровий процес полягає в дослідженні Рінґо та її команди підземель у футуристичному місті та боях з ворогами в покрокових битвах.
Розробка Soul Hackers 2 велась командою, у складі якої були кілька співробітників Tokyo Mirage Sessions ♯FE, зокрема Ейджі Ішіда та Міцуру Хірата як співавтори та співрежисери, а також сценарист Макото Міяуїчі. У співпраці з художником Шірою Мівою було створено дизайн персонажів, а композитори студії Monaca під керівництвом Кеїчі Окабе написали саундтрек.
Гра отримала змішані відгуки критиків, які хвалили подачу, систему бою та сюжет, але критикували дизайн підземель, побічний контент та реалізацію завантажуваного контенту. Продажі гри не виправдали очікувань Sega.

## Ігровий процес
Soul Hackers 2 — рольова гра, де гравець керує штучною істотою Рінґо і трьома людськими союзниками з різними здібностями. Сюжет розповідається через 3D-катсцени та діалоги з 3D-моделями та 2D-портретами. Гравець проходить сюжетні квести, переміщується між безпечними зонами з магазинами та досліджує підземелля з боями проти демонів. Запити (Requests) дають гроші та предмети. Окрім стандартних підземель, є Soul Matrix — підземелля, пов’язані з членами команди Рінґо, які можна проходити для отримання нових навичок. Рівень Soul Matrix залежить від Soul Bond — зв’язку з персонажем, що зміцнюється спілкуванням і виборами в діалогах.
Ворогів у підземеллях позначено символами різного кольору, що вказує на їхню силу. Рінґо може уникати бою або атакувати першою. Битви покрокові, де використовуються звичайні атаки та навички демонів, прикріплених до зброї COMP. Важливо влучати у слабкості ворогів, щоб накопичувати Stack — ресурс для потужної атаки Sabbath, що зростає зі збільшенням Stack. Деякі демони можуть додавати додаткові ефекти до Sabbath через Tamdem Skills. Рінго має унікальні Commander Skills, які дають переваги в бою.
Демони відіграють ключову роль — їх можна вербувати, кастомізувати та відправляти досліджувати підземелля для отримання інформації, предметів і нових демонів. Демони приєднуються після виконання їхніх умов і прикріплюються до COMP для зміни навичок персонажів. Через Fusion два демони об’єднуються в нового, з можливістю перенесення навичок. Спеціальне злиття створює потужніших демонів. Вивчивши всі навички, демон дарує партії Mistique — предмет з пасивними бонусами. Демонів можна зберігати в Compendium для повторного виклику. У режимі «Нова гра плюс» зберігаються рівень Soul Bond, костюми, аксесуари, а за бажанням — рівні персонажів, предмети, гроші та демони.

## Сприйняття

### Огляди
| Агрегатор  | Оцінка                                             |
| ---------- | -------------------------------------------------- |
| Metacritic | 77/100 (XSX) 74/100 (PS5) 71/100 (PS4) 70/100 (PC) |

| Видання        | Оцінка |
| -------------- | ------ |
| Destructoid    | 8.5/10 |
| Digital Trends | [ 15 ] |
| Famitsu        | 38/40  |
| GameSpot       | 7/10   |
| IGN            | 7/10   |
| RPGamer        | [ 19 ] |
| RPGFan         | 73%    |
| VentureBeat    | [ 21 ] |

Гра Soul Hackers 2 отримала змішані або середні оцінки за даними агрегатора Metacritic, при цьому версія для Xbox Series X/S отримала загалом позитивні відгуки. Критики відзначали відсутність оригінальності гри. Рецензент IGN Кемерон Гокінс назвав сюжет і персонажів цікавими, але дизайн рівнів — «не надихаючим». Джейсон Макмастер з VentureBeat також зауважив, що «проблема в тому, що це не погана гра — просто вона не вирізняється». Кріс Карр з Destructoid відмітив одноманітність дизайну підземель, але визнав, що гра зберегла його інтерес.
Вілла Роу з Inverse зазначила, що доповнення є приємним, але фактично необхідним для кращого досвіду через різноманітність ігрового процесу у порівнянні з повторюваними підземеллями базової гри.